# 薩米特鎮區 (內布拉斯加州巴特勒縣)
薩米特鎮區（英語：Summit Township）是位於美國內布拉斯加州巴特勒縣的一個行政鎮區。

## 地方資料
薩米特鎮區的面積為92.53平方千米，當中陸地面積為92.50平方千米，而水域面積為0.03平方千米。根據2020年美國人口普查的數據，當地共有人口193人，而人口密度為每平方千米2.09人。